# Il Cavaliere Nero
Il Cavaliere Nero (en español, El caballero negro) es una historieta italiana del Oeste de la Casa Editrice Audace (hoy Sergio Bonelli Editore), creada por Gian Luigi Bonelli en 1953. Los dibujos son del trío EsseGesse. Fueron editadas dos series, la primera de 26 números y la segunda de 8.

## Argumento
La historieta trata de las aventuras de Frisco Smith, un policía de una compañía ferroviaria del Viejo Oeste, muy habilidoso con las armas. Lo acompaña en sus aventuras el joven nativo Pequeño Cuervo.
A diferencia de otros personajes de Bonelli, quienes no vacilan en quebrantar la ley para hacer triunfar la justicia (por ejemplo, Tex), Frisco se caracteriza por una postura fuertemente legalista.